# Barbara Westmark-Böckenholt
Barbara Westmark-Böckenholt (* 9. September 1958 in Herzebrock; † 15. Juni 1996 in Münster) war eine deutsche Journalistin und Fernsehmoderatorin des Westdeutschen Rundfunks.

## Leben
Barbara Westmark-Böckenholt wurde als Barbara Westmark im Herzebrocker Krankenhaus als erstes von fünf Kindern geboren. Vater Alfons Westmark war Lehrer. Ihre Mutter, Hildegard Westmark (geborene Esser), war Kindergärtnerin. 
Von 1968 bis 1977 besuchte sie das Gymnasium Marienschule in Lippstadt. Nach dem Studium an der Westfälischen Wilhelms-Universität Münster heiratete sie den Familienunternehmer Rudolf Böckenholt. Aus der Ehe gingen zwei Kinder hervor.
1996 starb sie nach langer Krankheit an Krebs.

## Beruflicher Werdegang
Nach dem Abitur studierte sie an der Westfälischen Wilhelms-Universität Münster Publizistik, Volkswirtschaftslehre und Germanistik. Während des Studiums arbeitete sie als freie Journalistin für die Münstersche Zeitung, bevor sie als freie Redakteurin zum WDR Fernsehen nach Münster wechselte. Dort moderierte sie zunächst die Lokalzeit Münsterland, später die Aktuelle Stunde und „Sport im Westen“.
| Personendaten    | Personendaten                                                            |
| ---------------- | ------------------------------------------------------------------------ |
| NAME             | Westmark-Böckenholt, Barbara                                             |
| KURZBESCHREIBUNG | deutsche Journalistin und Fernsehmoderatorin des Westdeutschen Rundfunks |
| GEBURTSDATUM     | 9. September 1958                                                        |
| GEBURTSORT       | Herzebrock                                                               |
| STERBEDATUM      | 15. Juni 1996                                                            |
| STERBEORT        | Münster                                                                  |